# Kaiparowits-Formation
Die Kaiparowits-Formation ist eine Abfolge kontinentaler Sedimentgesteine der Oberkreide in Utah (USA), die besonders für ihre Dinosaurierfunde bekannt ist. Diese Formation ist am Kaiparowits-Plateau des Grand Staircase-Escalante National Monuments aufgeschlossen und misst über 850 Meter Dicke. Die Kaiparowits-Formation wurde durch die Sedimente großer Flüsse  gebildet, wobei Sandstein-Betten Flussbetten und Tonstein-Betten Alluvialböden repräsentieren. Die Gesteine lassen sich auf das Campanium datieren.
Die Gesteinsschichten sind fossilführend, wobei die meisten Funde aus der unteren Hälfte der Formation stammen. Die Kaiparowits-Formation findet erst seit vergleichsweise kurzer Zeit wissenschaftliche Beachtung, so wurde ein Großteil der Untersuchungen erst ab 1982 durchgeführt. Die Wirbeltierfauna besteht unter anderem aus Fischen wie Haien, Rochen, Knochenhechten, Kahlhechten und Stören und aus Amphibien wie Fröschen und Salamandern; Reptilien schließen neben Dinosauriern Schildkröten, Krokodile und Eidechsen mit ein. Dinosaurier sind mit Theropoden wie Dromaeosauriden, Troodontiden und Ornithomimus vertreten, des Weiteren gibt es Ankylosaurier und den Hadrosauriden Parasaurolophus cyrtocristatus. Neuere Funde schließen den Hadrosauriden Gryposaurus mit der neuen Art Gryposaurus monumentensis sowie den Oviraptorosaurier Hagryphus mit ein. Säugetiere sind mit Multituberculaten, Beuteltieren und Insectivoren vertreten.